# Федор, Агнеш
Агнеш Федор (венг. Fedor Ágnes, 31 декабря 1909, Орошхаза — 24 декабря 1990, Будапешт) — венгерская писательница и сценарист.

## Биография
Урождённая Терезия Эстер Фишер. Родилась в еврейской семье помещика Шандора Фишера, мать — Илона Бауэр. Кроме Терезии в семье была ещё одна дочь — её старшая сестра.
Окончила начальную школу в Орошхазе, а затем получила квалификацию преподавателя французского языка на языковых курсах в монастыре Нотр Дам де Сион в Будапеште (1928). Позже она также училась в Школе промышленного дизайна и прикладного искусства Йожефа Рейки в Орошхазе и Школе живописи Альмоша Яска в Будапеште (1932—1933).
Поначалу готовилась стать художником: изучала скульптуру в Орошхазе, а рисунок и иллюстрацию в Будапеште. Под влиянием Миклоша Весселени (второго мужа) она переехала в Будапешт на постоянное жительство, и в 1930-х годах либеральные буржуазные ежедневные издания публиковали её «Лирические репортажи» и её уникальные критические статьи о театральной жизни. Из-за Второго и Третьего еврейских законов её уволили с работы и запретили публиковать что-либо (с 1939 года), хотя некоторые её произведения были опубликованы анонимно благодаря вмешательству барона Шленни в ежедневной газете «Magyar Nemzet», также опубликованы были и некоторые её рассказы. После вторжения вермахта в Венгерское королевство (Операция «Маргарете») Шленни спас её из гетто Урошхаза и скрывал до прихода советских войск. Фактически, её литературная карьера началась лишь в 1945 году. В сборнике «Жёлтый нарцисс» (1945) она опубликовала трогательные стихи о своей принадлежности к венгерскому еврейству. Сборник имеет особую структуру: с конца 1930-х годов до 1945 года она в лирических стихах в индивидуальном стиле комментирует события, связанные с историей венгерского еврейства. Её самый известный роман «Странный карнавал» (1947) вдохновлён автобиографией.
Основываясь на дневнике, она написала историю любви к Миклошу Весселени и подробно описала бывших известных деятелей Орошхазы, участников местной борьбы за власть. Её стиль юмористический и эксцентричный, часто циничный. Строение её предложений пропитано эмоциями, а наблюдения — остры как бритва. В своих поздних произведениях и публикациях она часто отмечала, что больше всего пугала не кровожадность преследователей евреев, а равнодушие, безразличие и отсутствие сострадания «порядочных людей». К сожалению, в Орошхазе это тоже часто случалось. Её роман с жестокой честностью обнажал ответственность современников; неслучайно публикация произведения вызвала там большой резонанс. В то время как «Жёлтый нарцисс» — это сборник стихов, одно из первых, очень ранних лирических описаний преследования евреев, «Странный карнавал» — одно из первых в венгерской литературе после 1945 года произведений об ответственности жителей деревень и городов за судьбу уничтоженных венгерских евреев.
В 1950-х годах короткий и плодотворный период творчества Агнеш Фёдор снова прервался. На этот раз из-за мужа-барона она была внесена в список «запретных женщин» как дворянка. Как и в начале 1940-х годов, почти десять лет спустя она смогла писать преимущественно юношеские романы, сказки и «весёлые сценки».
Помимо стихов и прозы, она также написала несколько киносценариев, поэм и пьес. Телевизионная драма «Побег из тюрьмы», написанная в соавторстве с Юдит Ковач, получила Гран-при конкурса «Евровидение» (Канны, 1962). Также написала «Вдовы-невесты в Вене» по фильму Виктора Гертлера (1964).

## Фильмография

### Сценарист
- 1987 — Мисс Аризона (венг. Miss Arizona)
- 1965 — «Белые сдаются» (венг. Világos feladja)
- 1987 — «Побег в тюрьму», (венг. Menekülés a börtönbe)

## Награды
Национальная ассоциация венгерских журналистов (MÚOSZ) в 1983 году присудила Федор победу в номинации «Золотое перо»

## Личная жизнь
Первый муж (1929—1932) Йена Гроссер, генеральный директор Оршазской сберегательной кассы. Сын — Пал Гасти (1930—1988), журналист, культурный обозреватель газеты «Magyar Hírlap».
Вторым браком была замужем за Миклошем Весселени (венгерский писатель, журналист, график, скульптор, керамист), вдова барона Миклоша Весселени.